# Auslandsberührung
Auslandsberührung, auch Auslandsbeziehung bzw. Auslandsbezug, bezeichnet die grundlegende Voraussetzung eines vor Gericht zu beurteilenden Sachverhaltes für die Anwendung des Internationalen Privatrechts (IPR) und des Internationalen Zivilverfahrensrechtes (IZVR). Eine "Auslandsberührung" besteht für einen Sachverhalt dann, wenn dieser eine Beziehung zu dem Recht eines ausländischen Staates besitzt.
Nach Art. 3 I 1  EGBGB ist unter Auslandsberührung die "Verbindung zum Recht eines ausländischen Staates" zu verstehen.
Erst die Auslandsberührung eines Sachverhaltes eröffnet gemäß Art. 3 I 1 EGBGB die Anwendbarkeit der Vorschriften des deutschen IPR nach Art. 3 ff. EGBGB.
Elemente, die die Auslandsberührung eines Sachverhaltes begründen, sind typischerweise die ausländische Staatsangehörigkeit mindestens eines der Beteiligten, der Wohnsitz oder Aufenthaltsort einer natürlichen Person oder der Geschäftssitz eines Unternehmens, die Belegenheit einer Sache, der Abschluss- oder Erfüllungsort eines Vertrages im Ausland oder der ausländische Tatort einer unerlaubten Handlung. 
Sofern eine Auslandsberührung eines Sachverhaltes vorliegt, ist zudem neben der örtlichen und sachlichen Zuständigkeit deutscher Gerichte die Frage zu klären, ob das angerufene Gericht überhaupt international zuständig ist. Diese Frage beantwortet das Internationale Zivilverfahrensrecht. Sie ist vor allem für den Beklagten von Bedeutung, da sie entscheidet, ob er sich vor dem angerufenen Gericht überhaupt verteidigen muss. 